# Horst Frank

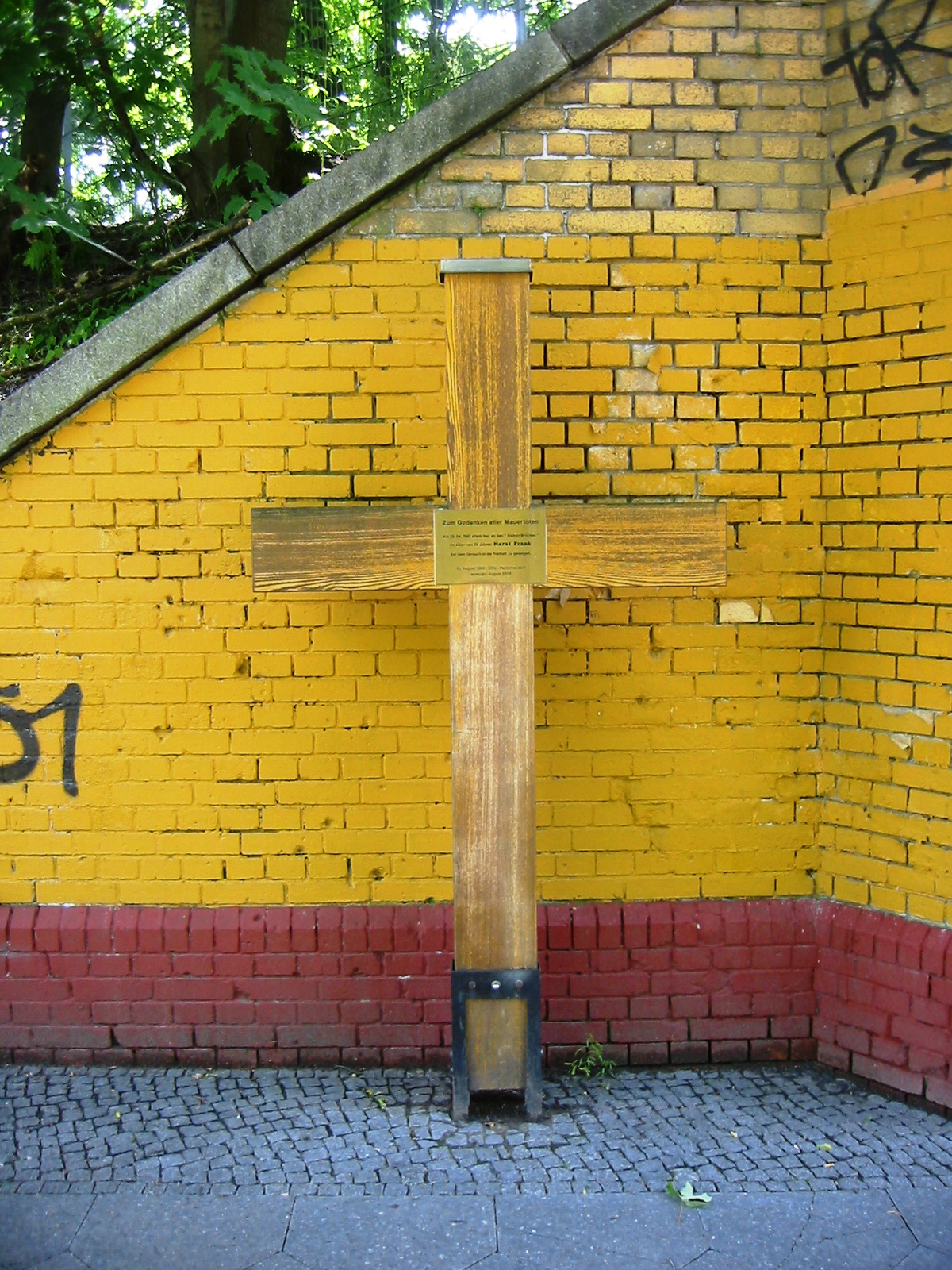
Krzyż pamiątkowy

Horst Frank (ur. 7 maja 1942 w Lommatzsch, zm. 29 kwietnia 1962 w Berlinie) – ofiara śmiertelna Muru Berlińskiego zmarła wskutek postrzelenia przez wojska graniczne NRD podczas próby ucieczki do Berlina Zachodniego.

## Życiorys
Po wyuczeniu się zawodu ogrodnika Horst Frank przeniósł się z rodzinnej Saksonii do Berlina, gdzie znalazł zatrudnienie w państwowych zakładach zieleni miejskiej w dzielnicy Weißensee. W obliczu zbliżającego się powołania do zasadniczej służby wojskowej w NVA zdecydował się na ucieczkę do Berlina Zachodniego. Wraz z pochodzącym z jego rodzinnych stron przyjacielem Detlevem W. udał się 29 kwietnia 1962 r. do pasa umocnień leżących w pobliżu kolonii ogródków działkowych Schönholz, gdzie około godziny 0:30 obaj przekroczyli granicę, rozcinając nożycami do cięcia drutu pierwszy z płotów, po czym ostrożnie czołgając się przedostali się do mającego szerokość ok. 80 metrów tzw. pasa śmierci. Dzięki ostrożności udało im się także zauważyć drut-potykacz, który zręcznie ominęli bez uruchomienia alarmu. Po czterech godzinach, kiedy obaj uciekinierzy znajdowali się pomiędzy drugim a trzecim pasem zasieków, Horst Frank został odkryty. Zaplątując się w zwój drutów kolczastych i nie mogąc się uwolnić, został wielokrotnie postrzelony, podczas gdy Detlev W. zdołał uciec na stronę zachodnią. Ranny Frank zabrany został przez żołnierzy do szpitala policyjnego Krankenhaus der Volkspolizei, gdzie około godziny 4:00 zmarł.
Po zjednoczeniu Niemiec i ustanowieniu w 1990 r. nowej konstytucji, trzej strzelający żołnierze zostali pociągnięci do odpowiedzialności, otrzymując w 1995 r. kary od 15 do 18 miesięcy pozbawienia wolności w zawieszeniu.